# Maybach
Maybach-Motorenbau GmbH es un fabricante de automóviles de lujo alemán, como subsidiaria de Mercedes-Benz Group.
Fue fundado por Wilhelm Maybach y su hijo Karl Maybach en 1909, era una empresa alemana dedicada a fabricar motores para dirigibles y más tarde coches de gran lujo. La compañía tiene raíces históricas con la implicación de su fundador que fue el director técnico de Daimler-Motoren-Gesellschaft (Daimler). Hoy en día, la firma es propiedad de Mercedes-Benz Group, junto con la marca Mercedes-Benz.

## Historia

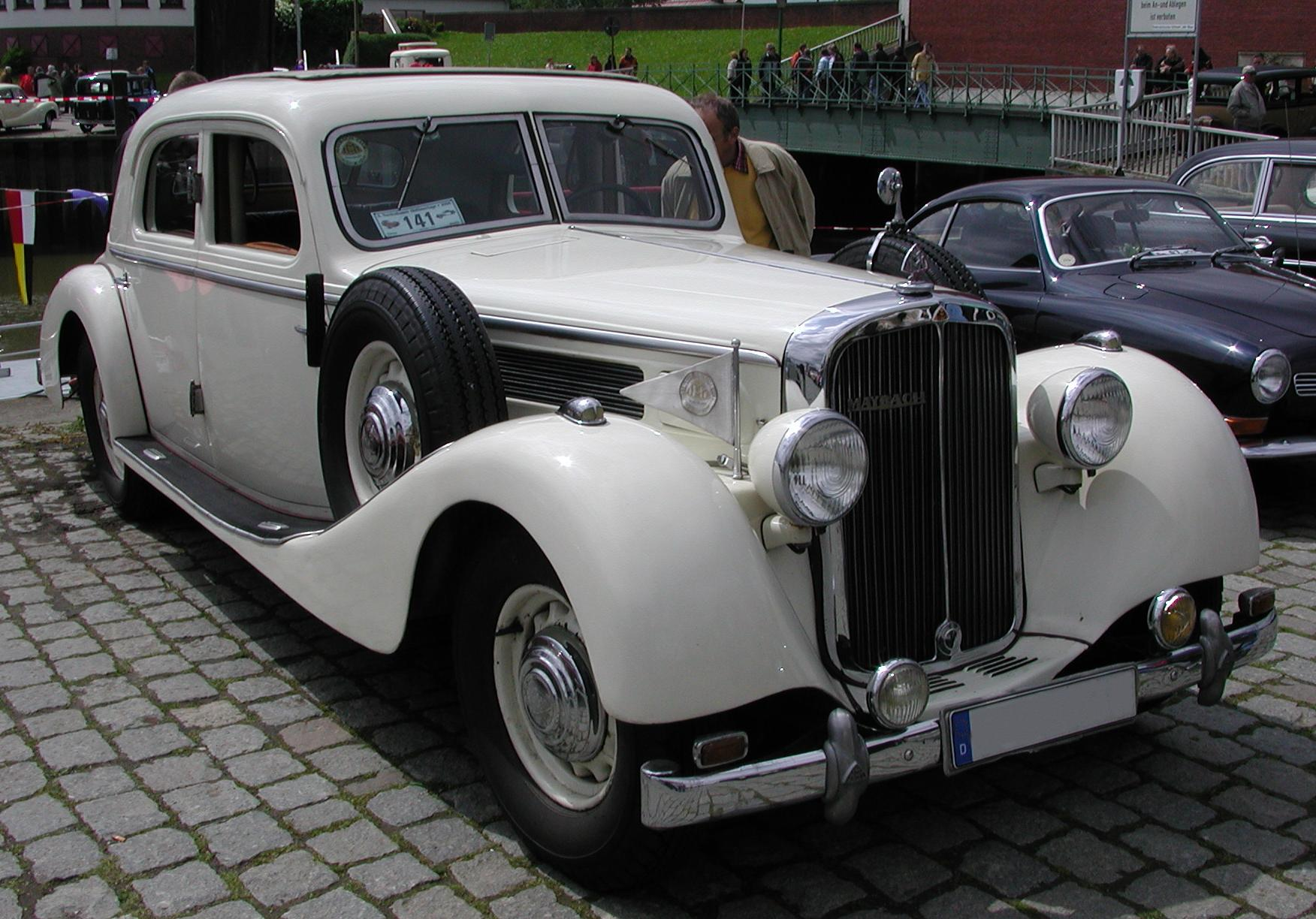
Limusina SW42 de 1940

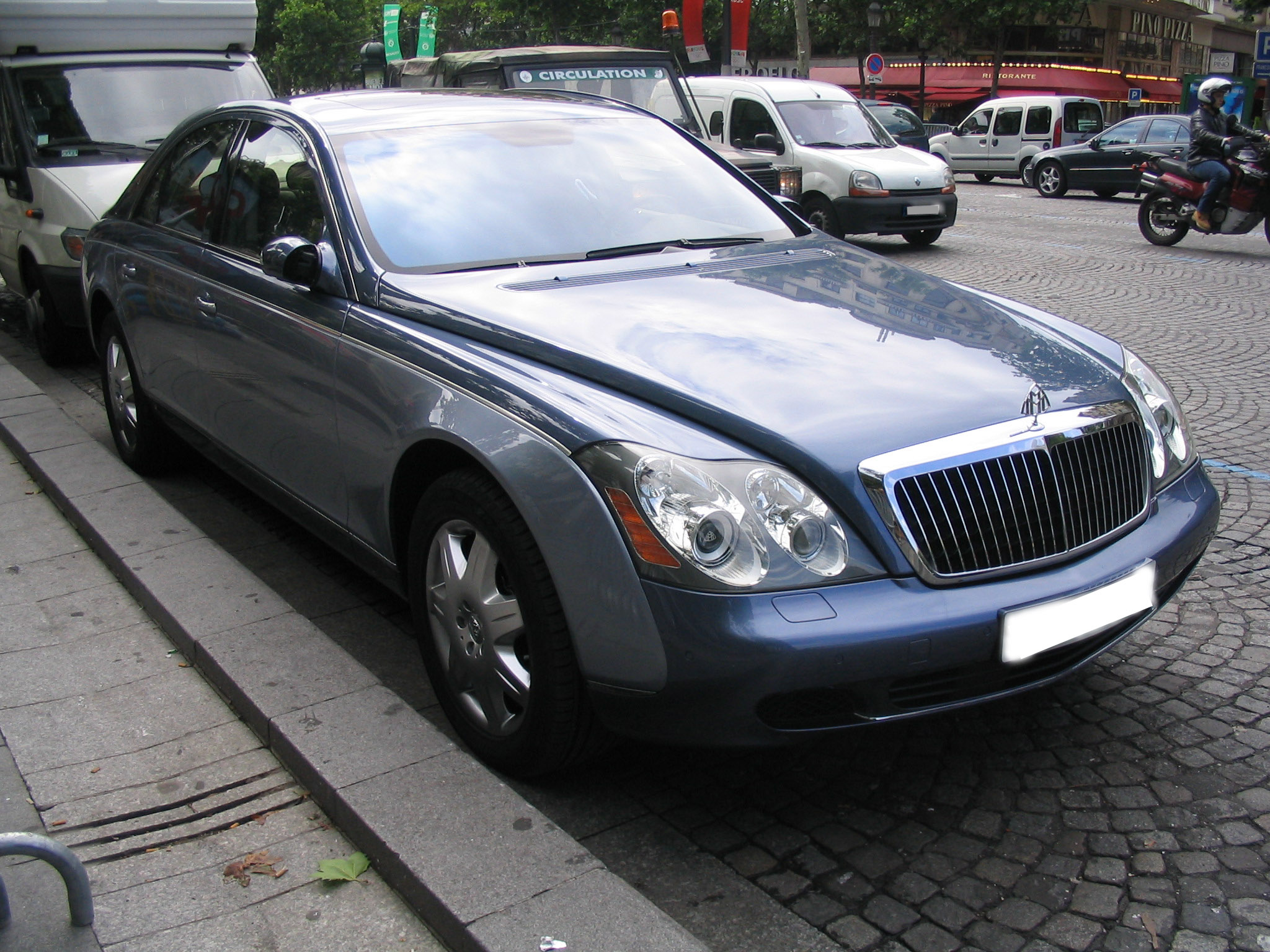
Maybach 57

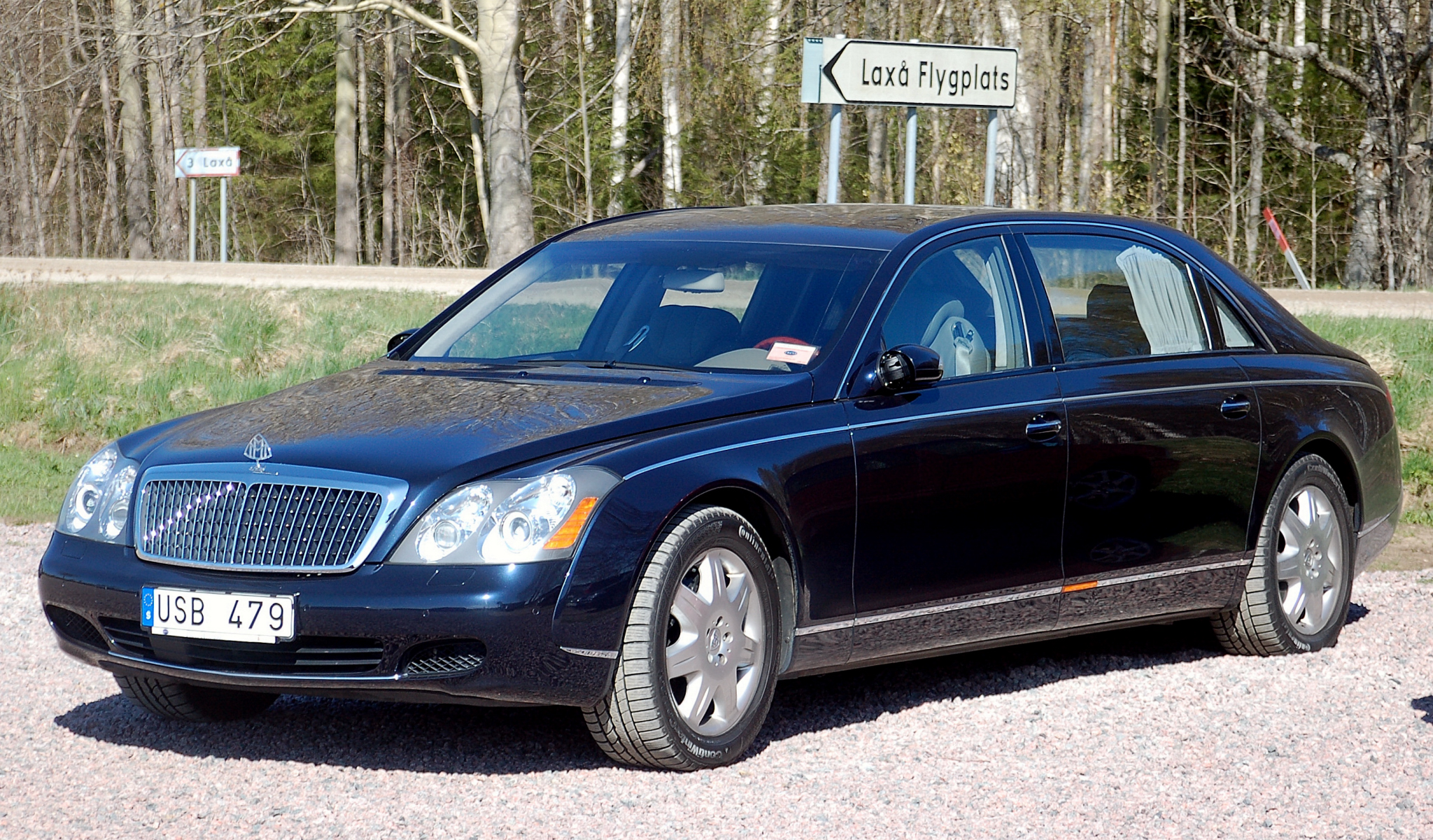
Maybach 62 de 2004

Entre 1921 y 1940, la compañía fabricó varios vehículos opulentos.
Durante la Segunda Guerra Mundial, la capacidad de producción y diseño fueron empleados para fines militares. Maybach diseñó o fabricó los motores de muchos vehículos blindados alemanes de la Segunda Guerra Mundial, como el Panzerkampfwagen IV, Panzerkampfwagen VI Tiger y el Panzerkampfwagen V Panther.
La compañía también fabricó resistentes y pesados motores diésel para su uso por parte de la infantería y el ferrocarril. Entre las famosas locomotoras con motores Maybach, están la alemana V200 y la British Rail Class 52.
En 1960, Daimler-Benz adquirió la mayoría de las acciones de Maybach. Seis años más tarde, Maybach-Motorenbau fue fusionado con la rama de motores pesados de Daimler-Benz para formar la nueva compañía Maybach Mercedes-Benz Motorenbau GmbH. En 1969 se convirtió en MTU Friedrichshafen.
Pasados 69 años, el nombre Maybach volvió a resurgir con la producción de un nuevo modelo con dos variantes: el Maybach 57 y 62, cuyos números representan la longitud del automóvil en decímetros. Los precios de estos modelos oscilan desde los 400 000 € hasta los 600 000 €; por su fabricación artesanal, sus numerosísimas opciones de personalización, su acabado de lujo y su precio compiten directamente con los modelos más selectos de Bentley Motors Limited y de Rolls-Royce Motors. El 2005, se añadió el modelo 57S, que tiene un motor más potente y pequeños cambios estéticos para realzar la deportividad respecto al modelo 57. En el 2007 llegó también el modelo más potente del 62, el Maybach 62S. En 2008 se estrenó el Maybach 62S Landaulet una exclusiva limusina con plazas traseras descapotables. Su modelo anterior, el Maybach 62 año 2003; uno de ellos lo adquirió la cantante Madonna. No se veía un modelo nuevo desde antes de la Segunda Guerra Mundial.
En marzo de 2009 salieron a la luz las ediciones limitadas de los modelos 57 y 62: los Zeppelin, otro revivido de los tiempos de oro de la mítica marca alemana.
Se restableció Maybach como una firma a principios del año 2000, bajo la dirección de Mercedes-Benz con la idea de sacar al mercado una gama de modelos de gran lujo por encima de la serie S de Mercedes Benz.
En noviembre del año 2011, el entonces presidente de la multinacional Daimler, Dieter Zetsche, anunció el cese de la comercialización de la marca Maybach en el año 2013. De esta manera la marca desaparece por segunda vez en su historia. En 2015 Maybach vuelve al mercado con una versión limitada del nuevo S600.
En agosto del 2016, se anunciaba el Vision Mercedes-Maybach 6: un automóvil eléctrico 100% con asientos 2+2, como un homenaje a aquella época de los cupés aerodinámicos, llevando esa tradición hacia el futuro. Este reinterpreta los principios de diseño clásicos, siguiendo la filosofía de la firma. Tiene una longitud de 5,7 m (6 yd  82/5" ), anchura de 2,1 m (2 yd  10,70" ), 1,3 m (1 yd 1' 31/5" ) de altura, con una potencia de 750 CV (740 HP; 552 kW), una aceleración de 0 a 100 km/h (0 a 62 mph) en menos de 4 segundos, autonomía de 500 km (311 millas), un color Maybach Red, rines de 24 pulgadas (61,0 cm), puertas de ala de gaviota, interior de cuero, asientos con monitoreo de funciones vitales del chofer, pantalla transparente frontal.

## Modelos producidos
- 1919 - W1.
- 1921 - W3.
- 1926 - W5.
- 1931 - Jarr.
- 1929 - 12.
- 1931 - DS8 Zeppelin.
- 1934 - DSH.
- 1935 - SW35.
- 1936 - SW38.
- 1940 - SW42.[9]
- 2002 - 57 y 62.

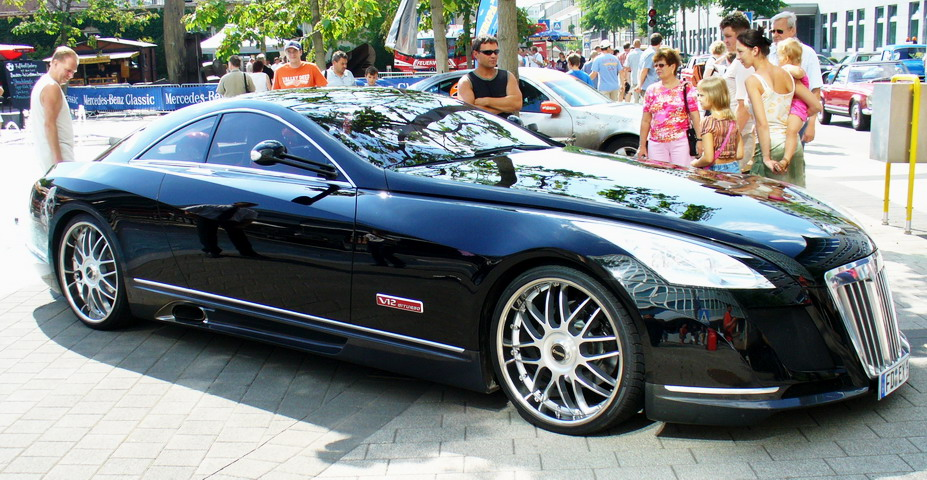
Exelero en Stuttgart

- 2005 - Exelero, un prototipo único no comercializado presentado en el Salón del Automóvil de Fráncfort.
- 2016 - Vision Mercedes-Maybach 6, un coche concepto 100% eléctrico.
- 2023 - Mercedes-Maybach EQS 680, primer SUV eléctrica.